# Hazárd megye lordjai
A Hazárd megye lordjai (eredeti cím: The Dukes of Hazard) 1979 és 1985 között futott amerikai televíziós akció-vígjátéksorozat, amit Gy Waldron készített. A történet főszereplői a Duke fiúk, egy unokatestvérpár akik a címszereplő Hazárd megye egy farmján élnek és kerülnek rendszeresen összetűzésbe a város korrupt vezetőségével. Őket Tom Wopat és John Schneider játszották, mellettük a főbb szerepekben Catherine Bach, Denver Pyle és Rick Hurst voltak láthatók, míg az epizódok narrátora a sorozat főcímzenéjét is szerző countryénekes, Waylon Jennings volt.
A sorozatot az Amerikai Egyesült Államokban a CBS adta 1979. január 26. és 1985. február 8. között. Magyarországon először az MTV1 mutatta be 1984. december 9-én, ahol az első két évadból adtak le 10 részt. 2000. április 16-tól az RTL Klub kezdte el adni a sorozatot új szinkronnal,  majd 2017. január 9-én az M3 is műsorra tűzte, szintén új szinkront készítve a sorozathoz.
A sorozat befejezése után két tévéfilmes folytatás készült hozzá, az 1997-es ''A visszatérés és a 2000-es Irány Hollywood!. 2005-ben egy egész estés remake-et készítettek belőle Johnny Knoxville, Seann William Scott és Jessica Simpson főszereplésével, 2007-ben pedig egy ehhez kapcsolódó előzményfilmet jelentettek meg A kezdet alcímmel.

## Cselekmény
A sorozat a kitalált georgiai Hazárd megyében játszódik, ahol a Duke család farmja is található. Itt élnek a Duke fiúk, az unokatestvér Bo és Derek, akik unokahúgukkal, Daisy-vel együtt laknak Jesse nagybátyjuknál. A fiúk általában illegális tevékenységekkel, leginkább alkoholcsempészettel keresik kenyerüket - habár a rendőrség elkapta őket egyszer, így próbaidőben vannak -, illetve versenyezni szoktak a "Lee tábornok" becenevű, konföderációs zászlót viselő Dodge Chargerükkel. Bo és Luke emellett gyakran kerül összetűzésbe a város korrupt rendőrfőnökével, J.D. Hoggal és annak segédjével, Coltrane seriffel, akik többször is próbálnak a lakók kárán át meggazdagodni.

## Szereplők

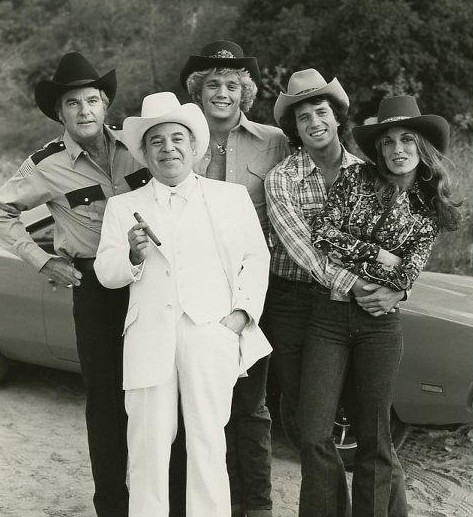
A sorozat szereplői egy 1979-es stábfotón. Balról jobbra: James Best, Sorrell Booke, John Schneider, Tom Wopat és Catherine Bach.

| Színész         | Szerep                                 | Magyar hang (MTV1-szinkron) | Magyar hang (RTL-szinkron) | Magyar hang (M3-szinkron) |
| --------------- | -------------------------------------- | --------------------------- | -------------------------- | ------------------------- |
| Tom Wopat       | Lucas K. "Luke" Duke                   | Szerednyey Béla             | Schnell Ádám               | Bozsó Péter               |
| John Schneider  | Beauregard "Bo" Duke                   | Cseke Péter                 | Bozsó Péter                | Moser Károly              |
| Catherine Bach  | Daisy Duke                             | Jani Ildikó                 | Majsai-Nyilas Tünde        | Majsai-Nyilas Tünde       |
| Denver Pyle     | Jesse Duke                             | Képessy József              | Szalai Imre                | Borbiczki Ferenc          |
| Sorrell Booke   | Jefferson Davis "J.D." Hogg, a "Főnök" | Benkóczy Zoltán             | Kardos Gábor               | Berzsenyi Zoltán          |
| James Best      | Rosco P. Coltrane seriff               | Csurka László               | Orosz István               | Kerekes József            |
| Waylon Jennings | Mesélő                                 |                             | Perlaki István             | Varga Gábor               |
| Sonny Shroyer   | Enos Strate                            |                             | Juhász György              |                           |

## Epizódok
| Évad | Évad | Epizódok | Eredeti sugárzás     | Eredeti sugárzás  | Eredeti adó |
| Évad | Évad | Epizódok | Évadpremier          | Évadfinálé        | Eredeti adó |
| ---- | ---- | -------- | -------------------- | ----------------- | ----------- |
|      | 1    | 13       | 1979. január 26.     | 1979. május 11.   | CBS         |
|      | 2    | 23       | 1979. szeptember 21. | 1980. március 21. | CBS         |
|      | 3    | 23       | 1980. szeptember 16. | 1981. április 10. | CBS         |
|      | 4    | 27       | 1981. október 9.     | 1982. április 2.  | CBS         |
|      | 5    | 22       | 1982. szeptember 24. | 1983. március 18. | CBS         |
|      | 6    | 22       | 1983. szeptember 23. | 1984. március 30. | CBS         |
|      | 7    | 17       | 1984. szeptember 21. | 1985. február 8.  | CBS         |